# Leticia Díaz
Leticia Díaz Rodríguez (Santander, Cantabria, 19 de marzo de 1969) es una política y jurista española, consejera de Presidencia y Justicia del Gobierno de Cantabria desde junio de 2011 hasta julio de 2015.
Díaz es licenciada en Derecho y es funcionaria de carrera del Cuerpo Facultativo Superior de los Servicios Jurídicos del Consejo de Gobierno de Cantabria y del Cuerpo Superior de Letrados de Cantabria. Fue secretaria general de la Consejería de Sanidad, Consumo y Servicios Sociales de 1999 a 2003 y Presidenta de la Junta Vecinal de Ceceñas de 1996 a 1999. En 2010 sustituyó en el Senado a Luis Bárcenas.
En 2011 fue nombrada por el presidente del Gobierno de Cantabria, Ignacio Diego, consejera de Presidencia y Justicia. En 2023 anunció su candidatura como cabeza de lista por Vox en Cantabria, de cara a las elecciones autonómicas de ese mismo año.